# ラウラ・メランドリ
ラウラ・メランドリ（Laura Melandri、1995年1月31日 - ）は、イタリアの女子バレーボール選手。ポジションはミドルブロッカー。イタリア代表。

## 来歴

### クラブチーム
バニャカヴァッロ出身。2011年、ベルガモに入団。2013/14シーズンのセリエA1リーグ4位、イタリアカップ準優勝となった。2015年、River Volleyへ加入。2015/16シーズンのセリエA1リーグ準優勝を果たした。2016年、Azzurra Volley Firenzeへ加入し1シーズン活躍した。2017/18シーズンは強豪のイモコ・バレー・コネリアーノと契約し、セリエA1リーグ優勝と欧州チャンピオンズリーグで3位となった。2018/19シーズンはモンツァでプレーした。2019/20シーズンは再びベルガモで、2021/22シーズンはWealth Planet Perugia Volleyでプレーした。2022年、カザルマッジョーレへ移籍した。2023年10月、バレー・ベルガモへの移籍が発表された。

### 代表チーム
アンダーカテゴリーの代表として2011年、U-18欧州選手権で銀メダルを獲得した。2013年、チェコで開催されたU-20世界選手権で4位となった。2015年、シニアのイタリア代表に初選出された。2016年、ワールドグランプリに出場した。2018年のモントルーバレーマスターズでは金メダルを獲得した。

## 所属クラブ
- ベルガモ（2011-2012、2013-2015年）
- River Volley（2015-2016年）
- Azzurra Volley Firenze（2016-2017年）
- イモコ・バレー・コネリアーノ（2017-2018年）
- モンツァ（2018-2019年）
- ベルガモ（2019-2020年）
- カザルマッジョーレ（2020-2021年）
- Wealth Planet Perugia Volley（2021-2022年）
- カザルマッジョーレ（2022-2023年）
- バレー・ベルガモ（2023-）